# Pracuúba
Pracuúba är en kommun i Brasilien.   Den ligger i delstaten Amapá, i den norra delen av landet, 2 000 km norr om huvudstaden Brasília. Antalet invånare är 3 783.
I omgivningarna runt Pracuúba växer i huvudsak städsegrön lövskog. Trakten runt Pracuúba är nära nog obefolkad, med mindre än två invånare per kvadratkilometer.